# Grace Kelly (bài hát)
"Grace Kelly" là một bài hát của nghệ sĩ thu âm Anh quốc Mika nằm trong album phòng thu đầu tay của anh, Life in Cartoon Motion (2007). Nó được phát hành vào ngày 8 tháng 1 năm 2007 bởi Island Records và Casablanca Records như là đĩa đơn chủ đạo trích từ album. "Grace Kelly" được đồng viết lời bởi Mika, Jodi Marr, John Merchant và Dan Warner, trong khi phần sản xuất được đảm nhiệm bởi Greg Wells. Bài hát sử dụng giai điệu chính từ tác phẩm nổi tiếng của Figaro là "Largo al factotum", trích trong vở nhạc kịch The Barber of Seville của Gioachino Rossini, và được đặt tên dựa theo nữ diễn viên điện ảnh và sân khấu từng chiến thắng giải Oscar, đồng thời là Thân vương phi Monaco, Grace Kelly. Nguồn cảm hứng cho "Grace Kelly" được xuất phát từ một trải nghiệm tồi tệ giữa Mika và giám đốc điều hành của một hãng đĩa thu âm, trong đó nam ca sĩ bị nhận xét là giống với nam ca sĩ đồng hương Craig David.
"Grace Kelly" là một bản Power pop và glam rock mang nội dung đề cập đến việc làm thế nào Mika có thể giả vờ làm một người khác anh hâm mộ để giành được sự chấp thuận, trong trường hợp này là nữ diễn viên Grace Kelly. Sau khi phát hành, nó đã nhận được những phản ứng tích cực từ các nhà phê bình âm nhạc, trong đó họ đánh giá cao chất giọng của Kelly cũng như quá trình sản xuất của nó. "Grace Kelly" còn gặt hái nhiều giải thưởng và đề cử tại những lễ trao giải quan trọng, bao gồm đề cử tại giải Âm nhạc châu Âu của MTV năm 2007 cho Bài hát xuất sắc nhất và giải Brit năm 2008 cho Đĩa đơn Anh quốc của năm. Bài hát cũng tiếp nhận những thành công ngoài sức tưởng tượng về mặt thương mại, đứng đầu các bảng xếp hạng ở Đan Mạch, Ireland, Ý, Na Uy và Vương quốc Anh, và lọt vào top 10 ở hầu hết những quốc gia nó xuất hiện, bao gồm vuơn đến top 5 ở Úc, Áo, Bỉ, Canada, Phần Lan, Đức, Hà Lan, New Zealand và Thụy Sĩ. Tuy nhiên, "Grace Kelly" chỉ đạt vị trí thứ 57 trên bảng xếp hạng Billboard Hot 100, trở thành đĩa đơn có thứ hạng cao nhất của Mika tại đây.
Video ca nhạc cho "Grace Kelly" được đạo diễn bởi Sophie Muller, trong đó bao gồm những cảnh Mika hát cho một cô gái trẻ (do Holly Muller - con gái của đạo diễn Sophie Muller thủ vai), người đã thoại lại những lời nói của Grace Kelly trong bài hát. Để quảng bá cho nó, Mika đã trình diễn "Grace Kelly" trên nhiều chương trình truyền hình và lễ trao giải lớn, bao gồm Wetten, dass..?, giải Âm nhạc châu Âu của MTV năm 2007, Lễ hội Glastonbury năm 2007 và giải Brit năm 2008, cũng như trong tất cả những chuyến lưu diễn của anh. Được ghi nhận là bài hát trứ danh trong sự nghiệp của nam ca sĩ, bài hát đã xuất hiện trên nhiều tác phẩm điện ảnh và truyền hình, như Doctor Who, The Hills, Ugly Betty và What Happens in Vegas. Năm 2013, nó được đưa vào album tuyển tập đầu tiên của anh, Songbook Vol. 1.

## Danh sách bài hát
Đĩa CD tại châu Âu
1. "Grace Kelly" – 3:10
2. "Satellite" – 4:14

Đĩa CD tại Anh quốc
1. "Grace Kelly" – 3:09
2. "Grace Kelly" (Linus Loves Radio chỉnh sửa) – 3:21
3. "Over My Shoulder" – 4:45

## Xếp hạng
| Bảng xếp hạng (2007)               | Vị trí cao nhất |
| ---------------------------------- | --------------- |
| Úc (ARIA)                          | 2               |
| Áo (Ö3 Austria Top 40)             | 3               |
| Bỉ (Ultratop 50 Flanders)          | 2               |
| Bỉ (Ultratop 50 Wallonia)          | 1               |
| Canada (Canadian Hot 100)          | 3               |
| Cộng hòa Séc (Rádio Top 100)       | 4               |
| Đan Mạch (Tracklisten)             | 1               |
| Châu Âu (European Hot 100 Singles) | 2               |
| Phần Lan (Suomen virallinen lista) | 5               |
| Pháp (SNEP)                        | 82              |
| Đức (Official German Charts)       | 4               |
| Hungary (Rádiós Top 40)            | 3               |
| Ireland (IRMA)                     | 1               |
| Ý (FIMI)                           | 1               |
| Hà Lan (Dutch Top 40)              | 4               |
| Hà Lan (Single Top 100)            | 4               |
| New Zealand (Recorded Music NZ)    | 2               |
| Na Uy (VG-lista)                   | 1               |
| Romania (Romanian Top 100)         | 5               |
| Scotland (OCC)                     | 1               |
| Slovakia (Rádio Top 100)           | 4               |
| Thụy Điển (Sverigetopplistan)      | 9               |
| Thụy Sĩ (Schweizer Hitparade)      | 2               |
| Anh Quốc (OCC)                     | 1               |
| Hoa Kỳ Billboard Hot 100           | 57              |

| Bảng xếp hạng (2007)                 | Vị trí |
| ------------------------------------ | ------ |
| Australia (ARIA)                     | 7      |
| Austria (Ö3 Austria Top 75)          | 7      |
| Belgium (Ultratop 50 Flanders)       | 4      |
| Belgium (Ultratop 40 Wallonia)       | 1      |
| Denmark (Tracklisten)                | 27     |
| Europe (European Hot 100 Singles)    | 5      |
| Germany (Official German Charts)     | 21     |
| Hungary (Rádiós Top 40)              | 10     |
| Ireland (IRMA)                       | 3      |
| Italy (FIMI)                         | 10     |
| Japan (Tokyo Hot 100)                | 4      |
| Netherlands (Dutch Top 40)           | 6      |
| Netherlands (Single Top 100)         | 7      |
| New Zealand (Recorded Music NZ)      | 16     |
| Romania (Romanian Top 100)           | 54     |
| Sweden (Sverigetopplistan)           | 30     |
| Switzerland (Schweizer Hitparade)    | 9      |
| UK Singles (Official Charts Company) | 3      |

| Bảng xếp hạng (2000-09)              | Vị trí |
| ------------------------------------ | ------ |
| Netherlands (Dutch Top 40)           | 46     |
| UK Singles (Official Charts Company) | 64     |

## Chứng nhận
| Quốc gia                                                                           | Chứng nhận | Số đơn vị/doanh số chứng nhận |
| ---------------------------------------------------------------------------------- | ---------- | ----------------------------- |
| Úc (ARIA)                                                                          | Bạch kim   | 70.000^                       |
| Bỉ (BEA)                                                                           | Bạch kim   | 30,000*                       |
| Đan Mạch (IFPI Đan Mạch)                                                           | Bạch kim   | 30,000^                       |
| Đức (BVMI)                                                                         | Vàng       | 250.000^                      |
| Ý (FIMI)                                                                           | Bạch kim   | 20.000*                       |
| New Zealand (RMNZ)                                                                 | Vàng       | 7,500*                        |
| Thụy Điển (GLF)                                                                    | Vàng       | 20,000^                       |
| Thụy Sĩ (IFPI)                                                                     | Vàng       | 15,000^                       |
| Anh Quốc (BPI)                                                                     | Bạch kim   | 600.000^                      |
| Hoa Kỳ (RIAA)                                                                      | Vàng       | 500.000^                      |
| * Chứng nhận dựa theo doanh số tiêu thụ. ^ Chứng nhận dựa theo doanh số nhập hàng. |            |                               |